# Nyōbō kotoba
Nữ phòng ngôn diệp (女房言葉 hay 女房詞 (Nyōbō kotoba) còn gọi là "Nữ phòng từ") là một hệ thống các từ ngữ được sử dụng bởi những người phụ nữ trong Hoàng cung Nhật Bản vào thời kỳ Muromachi, nhưng về sau thuật ngữ này được lan truyền rộng rãi và trở thành từ chỉ lời ăn tiếng nói của phụ nữ nói chung. Hệ thống này bao gồm các từ ngữ về thức ăn, trang phục, và những vật dụng khác trong gia đình. Có rất nhiều từ vựng được sáng tạo thêm nhằm mô tả những đồ vật dựa theo tên gọi của chúng như đặc tính, hình dạng, màu sắc, hay công dụng của chúng.
Nhiều từ trong hệ thống Nyōbō kotoba đã được hình thành bằng cách thêm tiền tố o- vào trước mỗi từ để thể hiện sự lịch sự hoặc bỏ một phần của từ và thêm -moji (nghĩa là "ký tự, chữ cái") vào cuối từ đó.
Một số từ Nyōbō kotoba đã được sử dụng phổ biến và ngày nay, nó đã trở thành một phần của ngôn ngữ phổ thông Nhật Bản.

## Một số từ tiêu biểu
| Từ gốc                            | Nyōbō kotoba    | Ý nghĩa                                      |
| --------------------------------- | --------------- | -------------------------------------------- |
| 団子 dango (đoàn tử)              | ishiiishi       | Một loại bánh làm từ bột gạo                 |
| 強飯 kowameshi (cường phấn)       | okowa           | Món ăn làm từ gạo nấu kèm đậu đỏ             |
| 厠 kawaya (xí)                    | okawa           | Nhà vệ sinh                                  |
| 中 naka (trung)                   | onaka           | Dạ dày                                       |
| 鳴らす narasu                     | onara           | Trung tiện                                   |
| 鰹節 katsuobushi (kiên tiết)      | okaka           | Bông tuyết khô tuyệt đẹp                     |
| 欠餅 kakimochi (khiếm bính)       | okaki           | Kakimochi (bánh quy giòn làm từ gạo)         |
| 豆腐 tōfu (đậu hủ)                | okabe           | Đậu phụ                                      |
| 奥様 okusama (áo dạng)            | okumoji         | Vợ                                           |
| 強飯 kowameshi (cường phấn)       | okowa           | Bánh mochi nhân đậu đỏ                       |
| 薩摩芋 satsumaimo                 | osatsu          | Khoai lang                                   |
| 飯 meshi                          | odai            | Gạo nấu chín; thức ăn nói chung              |
| 吸い物、味噌汁 suimono, misoshiru | otsuke          | Canh gà trong hoặc canh miso                 |
| 握り飯 nigirimeshi                | onigiri         | Cơm nắm                                      |
| 饅頭 manjuu                       | oman            | Bánh bao nhồi thịt hấp                       |
| お夜 oyoru                        | oyoru           | Ngủ                                          |
| 髪 kami                           | kamoji          | Tóc                                          |
| 鯉 koi                            | komoji          | Cá chép                                      |
| 杓子 shakushi                     | shamoji         | Muỗng cơm                                    |
| 寿司 sushi                        | sumoji, osumoji | Sushi                                        |
| 月経 gekkei                       | make            | Chu kì kinh nguyệt                           |
| 波の花 naminohana                 | naminohana      | Muối                                         |
| 大蒜 nin'niku                     | nimoji          | Tỏi                                          |
| ねぎ negi                         | hitomoji        | hành lá                                      |
| 浴衣 yukata                       | yumoji          | Yukata (Một loại Kimono được mặc vào mùa hè) |